# Càl·lies de Siracusa (orador)
Càl·lies de Siracusa o Càl·lias de Siracusaen llatí: Callias, en grec antic: Καλλίας) va ser un orador grec natural de Siracusa, a Sicília, contemporani de Demòstenes l'atenenc. És esmentat per Plutarc.